# Aziz Mebarek
Aziz Mebarek, né en 1963, est un homme d'affaires tunisien. Il est le cofondateur de la société Africinvest-Tuninvest.

## Biographie
Il effectue ses études à l'École nationale des ponts et chaussées de Paris dont il sort diplômé comme ingénieur. 
De 1988 à 1991, il occupe le poste de directeur industriel du groupe sidérurgique tunisien Tunisacier (filiale du groupe italien ILVA). En 1991, il intègre son conseil d'administration et prend le poste de PDG.
En 1994, il cofonde Africinvest avec trois associés. La même année, il intègre le groupe Integra Partners.

## Reconnaissances
En 2020, l'hebdomadaire Jeune Afrique le classe à la 8e place de son classement des 100 Africains les plus influents.